# Dromjaku
Dromjaku (albanska: Dromjak, (serbiska: Drobnjak,) är en by i Kosovo. Den ligger i kommunen Hani i Elezit. Enligt den senaste folkräkningen år 2011 fanns det 121 invånare.

## Demografi
| Demografi | 2011 |
| --------- | ---- |
| albaner   | 121  |